# Petrus Matthias Snickers
Pieter Matthijs Snickers (Rotterdam, 11 april 1816 - Utrecht, 2 april 1895) was bisschop van Haarlem van 1877 tot 1883 en aartsbisschop van Utrecht van 1883 tot 1895.
Snickers werd in 1841 tot priester gewijd en was kapelaan in achtereenvolgens Poeldijk, Pijnacker, Amsterdam, Haarlem en Overveen. In 1869 werd hij benoemd tot president van het grootseminarie Rijsenburg en in 1874 tot vicaris-generaal. Snickers werd op 2 september 1877 in de kathedraal van Haarlem door de Utrechtse aartsbisschop Andreas Ignatius Schaepman tot bisschop van Haarlem gewijd. Als wapenspreuk koos hij een verwijzing naar De civitate Dei, Laboris non honoris, 'Voor werk, niet voor eer'.
Het gerucht gaat  dat hij vervolgens als aartsbisschop naar Utrecht werd gehaald vanwege zijn grote geldelijke vermogen. Over zijn activiteiten als aartsbisschop is weinig bekend. Hij trad zelf niet actief op in de sociale en politieke bewegingen maar verleende daar wel zijn morele steun aan. Hij was in die zin ook de steunpilaar van Alphons Ariëns, priester-voorman voor de Twentse arbeiders en ook de tegenpool van zijn Haarlemse opvolger Caspar Josefus Martinus Bottemanne die de arbeidersklasse toch liever aan de zorg van de 'hogere standen' toevertrouwde.

## Zwijger
Snickers stond bekend als een grote zwijger, een wijs mensenkenner, zacht van karakter, hoofs van manieren, maar zeer onafhankelijk van denken.. Over hem gaat het verhaal  dat hij bij een bezoek aan Rome samen met zijn secretaris, uiteraard per trein, bij het vertrek uit Amsterdam zei: "Nou, daar gaan we dan", en bij aankomst in Rome: "Nou, daar zijn we dan". Onderweg zou geen woord gewisseld zijn.
- Biografisch Portaal: 26176226
- Digitale Bibliotheek voor de Nederlandse Letteren: snic002
- Gemeinsame Normdatei: 117635715
- International Standard Name Identifier: 0000 0000 1385 2991
- Nederlandse Thesaurus van Auteursnamen: 073755052
- Virtual International Authority File: 37698880
- WorldCat: E39PBJyGTC94HkPyxWHjjkQH4q